# ドイツ芸術科学国家賞

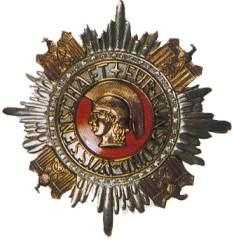
ドイツ芸術科学国家賞のペンダント

ドイツ芸術科学国家賞（ドイツげいじゅつかがくこっかしょう、独: Deutscher Nationalpreis für Kunst und Wissenschaft）は、ノーベル賞に対抗するために、アドルフ・ヒトラーによって1937年に創設された賞である。
反ナチのドイツ人記者カール・フォン・オシエツキーに1935年のノーベル平和賞が贈られたことに対し、ヒトラーは以後ドイツ人がノーベル賞を受賞することを禁止していた。ドイツ芸術科学国家賞はその代わりとなるものであった。ナチス・ドイツの敗戦とともに廃止された。

## 受賞者

### 1937年
- パウル・トロースト（英語版） - 建築家
- アルフレート・ローゼンベルク -ナチ党対外政策全国指導者
- ヴィルヘルム・フィルヒナー - 探検家
- アウグスト・ビール（英語版）とフェルディナント・ザウアーブルッフ - 医師

### 1938年
- フリッツ・トート - ドイツ車道総監、トート機関指導者。後の軍需相
- フェルディナント・ポルシェ - 自動車設計者
- ウィリー・メッサーシュミットとエルンスト・ハインケル - 航空機設計者